# Inga obtusa
Inga obtusa är en ärtväxtart som beskrevs av George Bentham. Inga obtusa ingår i släktet Inga och familjen ärtväxter. Inga underarter finns listade i Catalogue of Life.